# Кокиния (планина)
Вижте пояснителната страница за други значения на Кокиния.
Кокиния (на гръцки: Κοκκινιά) е планина между Етолия и Евритания в континентална Гърция.
Кокиния е известна с това, че в нея се срещат най-южно разположените находища на бук на Балканите. В този смисъл е продължение на югозапад на планинската верига на Сарантена с неговия буков резерват. Скалиста и с дълбоки пропасти.
Фауната е представена от вълци и елени, а през последните години се срещат и мечки, като сред птиците преобладават яребиците.
В планината има неизследвана пещера с много сталактити и сталагмити.